# 尼尔斯·斯科格隆
尼尔斯·斯科格隆（瑞典語：Nils Skoglund，1906年8月15日—1980年1月1日），瑞典男子跳水运动员。他曾代表瑞典参加1920年夏季奥林匹克运动会跳水比赛，获得一枚银牌。他的哥哥埃里克是游泳选手。